# Харпер, Эми Бриз
Эми Бриз Харпер — феминистка-антирасистка, автор книг и исследований о веганстве и расизме. Автор антологии Sistah Vegan: Black Female Vegans Speak On Food, Identity, Health, and Society — сборника работ темнокожих женщин-веганок.

## Биография
Харпер в своей работе фокусируется на том, как системы угнетения, а именно расизм и нормативная «белизна» (Whiteness studies), работают в США. Она использует пищевую и этическую культуру потребления в Северной Америке, чтобы изучить эти системы.
В 2015 году Харпер организовала конференцию The Vegan Praxis of Black Lives Matter для обсуждения интерсекциональных вопросов, касающихся веганизма и движения Black Lives Matter. Также в 2015 году Харпер присоединилась к экспертному совету Black Vegans Rock.